# A Spinal Tap Reunion
Pour plus de détails, voir Fiche technique et Distribution.
A Spinal Tap Reunion est un téléfilm de comédie musicale américain réalisé par Jim Di Bergi et sorti en 1992. Il met en scène le groupe de musique fictif Spinal Tap.

## Synopsis
Cette histoire montre le groupe de Rock fictif nommé Spinal Tap (band) (en).

## Fiche technique
- Titre original : A Spinal Tap Reunion: The 25th Anniversary London Sell-Out
- Réalisation : Jim Di Bergi
- Scénario : Michael McKean, Harry Shearer et Christopher Guest
- Photographie :
- Montage :
- Musique : Christopher Guest, Michael McKean et Harry Shearer
- Costumes :
- Décors :
- Producteur : Anthony Eaton, Christopher Guest, Michael McKean et Harry Shearer
  - Producteur associé : Danny Harris
  - Coproducteur : Lauren Harris
  - Producteur délégué : Harriet Sternberg
- Sociétés de production : Tall Pony Productions et The Spuzzle Group
- Sociétés de distribution :
- Pays d'origine :  États-Unis
- Langue originale : anglais
- Format : couleur
- Genre : Comédie musicale
- Durée : 58 minutes
- Dates de sortie : 
  - États-Unis : 31 décembre 1992

## Distribution
- Christopher Guest : Nigel Tufnel et Alan Barrows
- Michael McKean : David St. Hubbins et Jerry Palter
- Harry Shearer : Derek Smalls et Mark Shubb
- June Chadwick : Jeanine Pettibone-St. Hubbins
- Bob Geldof : lui-même
- Graham Nash : lui-même
- Rob Reiner : Marty DiBergi
- Kenny Rogers : lui-même
- Paul Shaffer : Artie Fufkin
- Martin Short : lui-même
- Mel Tormé : lui-même
- Fred Willard : Lieutenant Bob Hookstratten
- Danny Woodburn : le batteur
- Robert Bauer : Lambsblood
- Jeff Beck : lui-même
- Les Claypool : lui-même
- Jamie Lee Curtis : elle-même
- Christopher Jones : le patron du théâtre
- Albert Lee : lui-même
- CJ Vanston : le clavieriste
- Robin Williams : lui-même
- Paul Benedict : le concierge de l'hôtel